# Resolució 1041 del Consell de Seguretat de les Nacions Unides
La Resolució 1041 del Consell de Seguretat de les Nacions Unides fou adoptada per unanimitat el 29 de gener de 1996. Després de recordar totes les resolucions sobre la situació a Libèria, particularment la 1020 (1995), el Consell va prorrogar el mandat de la Missió d'Observació de les Nacions Unides a Libèria (UNOMIL) fins al 31 de maig de 1996 i es discutiren els esforços per restaurar l'estabilitat al país.
La resolució va començar amb el Consell de Seguretat expressant la seva preocupació per les últimes violacions de l'alto el foc, els atacs al grup d'observació del Grup de Monitorització de la Comunitat Econòmica dels Estats de l'Àfrica Occidental (ECOMOG) i els retards en el desmantellament i desarmament de tropes. es va destacar la necessitat que les parts de l'acord de Abuja s'hi adhereixin i la seva aplicació, mentre que es va elogiar les nacions africanes que han aportat contingents a l'ECOMOG.
Totes les parts del país van ser cridades a complir amb els acords als compromesos, particularment pel que fa a l'alto el foc, el desarmament, desmobilització i la reconciliació. Els recents atacs contra ECOMOG i civils van ser condemnats, i el Consell va exigir que les parts respectin l'estatut de la UNOMIL, l'ECOMOG i les agències humanitàries internacionals. El Secretari General Boutros Boutros-Ghali fou requerit, el 31 de març de 1996, a informar sobre els progressos i la planificació d'eleccions al país. Pel Consell, els drets humans ha de ser respectats i el sistema judicial ha de ser restaurat, mentre que tots els països havien d'observar estrictament l'embargament d'armes imposat contra Libèria a la Resolució 788 (1992) i informar-ne de les violacions al Comitè establert en la Resolució 985 (1995).